# 諏訪頼常
諏訪 頼常（すわ よりつね、寛永17年9月22日（1640年11月5日） - 寛文6年5月23日（1666年6月25日））は江戸時代の旗本。通称は長次郎、右衛門太郎、求馬、主米介。
甲府徳川家家老諏訪頼郷の次男。母は内藤政長の養女（正木康盛の娘）。子に頼篤。
万治3年（1660年）6月23日、将軍徳川家綱に拝謁する。寛文元年（1661年）11月21日に父の頼郷から武蔵国本庄領・上野国藤岡領のうち500石を分知され、寄合に列する。寛文6年（1666年）死去。享年27。法名は照然。麻布の春桃院に葬られた。